# Elliðaey

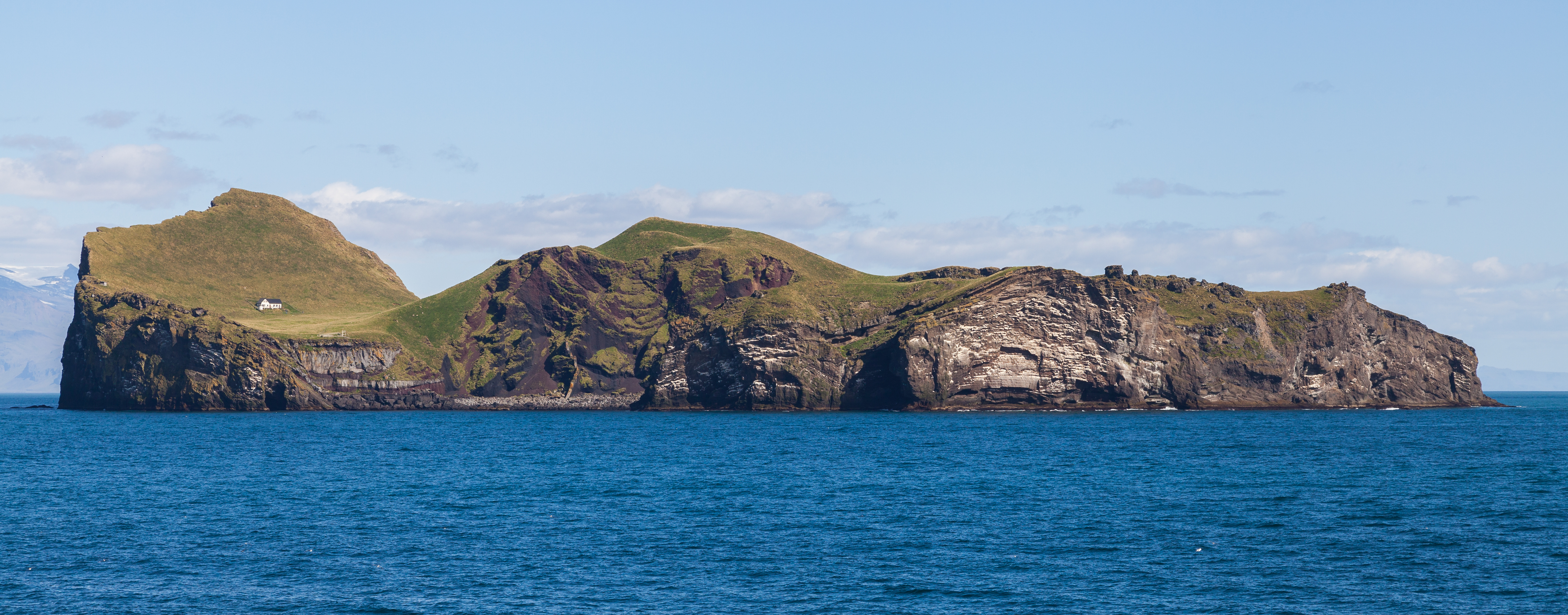
Vista geral da ilha

Elliðaey é uma ilha localizada na Islândia pertencente ao arquipélago de Vestmannaeyjar. Sua área total é de 110 acres.
Atualmente possui apenas uma casa que é utilizada, volta e meia, pela "Associação de Caça da Islândia" (ACI) para fins de recreação e eventos diversos, sendo considerado, pela governo local, como "a casa mais isolada do mundo". Mas não foi sempre assim. 
Outrora existia na ilha uma pequena comunidade que viviam da coleta de ovos de aves, e a água era recolhida das constantes chuvas na região, mas em face as dificuldades desta rotina, foram abandonando o povoado a partir da década de 1930 até o isolamento completo do local e a construção, em 1953, do único edifício atual, que é o alojamento do ACI.

Localização